# Campeonato Europeo de Saltos de 2017
El V Campeonato Europeo de Saltos se celebró en Kiev (Ucrania) entre el 12 y el 18 de junio de 2017 bajo la organización de la Liga Europea de Natación (LEN) y la Federación Ucraniana de Natación.
Las competiciones de realizaron en el Centro Deportivo Liko de la capital ucraniana.

## Resultados

### Masculino
| Evento                          | Oro                                                     | Plata                                                  | Bronce                                             |
| ------------------------------- | ------------------------------------------------------- | ------------------------------------------------------ | -------------------------------------------------- |
| Trampolín 1 m (14.06)           | Ilia Kvasha · Ucrania · 431,75 pts.                     | Patrick Hausding · Alemania · 419,80 pts.              | Matthieu Rosset Francia 412,95 pts.                |
| Trampolín 3 m (16.06)           | Ilia Zajarov · Rusia · 525,10                           | Ilia Kvasha · Ucrania · 484,30                         | Oleh Kolodi · Ucrania · 470,30                     |
| Plataforma 10 m (18.06)         | Benjamin Auffret Francia 511,75                         | Viktor Minibayev · Rusia · 493,25                      | Matthew Lee Reino Unido 485,55                     |
| Trampolín 3 m sincro. (17.06)   | Ilia Zajarov · Yevgueni Kuznetsov · Rusia · 427,71      | Ilia Kvasha · Oleh Kolodi · Ucrania · 426,96           | Frederick Woodward James Heatly Reino Unido 395,61 |
| Plataforma 10 m sincro. (15.06) | Maxym Dolhov · Olexandr Horshkovozov · Ucrania · 431,28 | Nikita Shleijer · Alexandr Beliovtsev · Rusia · 406,56 | Noah Williams Matthew Dixon Reino Unido 388,05     |

### Femenino
| Evento                          | Oro                                                 | Plata                                                 | Bronce                                             |
| ------------------------------- | --------------------------------------------------- | ----------------------------------------------------- | -------------------------------------------------- |
| Trampolín 1 m (17.06)           | Elena Bertocchi · Italia · 282,80 pts.              | Nadezhda Bazhina · Rusia · 277,35 pts.                | Louisa Stawczynski · Alemania · 271,80 pts.        |
| Trampolín 3 m (15.06)           | Hanna Pysmenska · Ucrania · 303,30                  | Michelle Heimberg · Suiza · 293,25                    | Anastasiya Nedobiha · Ucrania · 291,65             |
| Plataforma 10 m (13.06)         | Lois Toulson Reino Unido 330,75                     | Anna Chuinyshena · Rusia · 326,90                     | Yuliya Timoshinina · Rusia · 313,30                |
| Trampolín 3 m sincro. (18.06)   | Nadezhda Bazhina · Kristina Ilinyj · Rusia · 304,80 | Tina Punzel · Friederike Freyer · Alemania · 284,10   | Inge Jansen · Daphne Wils · Países Bajos · 283,80  |
| Plataforma 10 m sincro. (14.06) | Ruby Bower Phoebe Banks Reino Unido 299,19          | Yuliya Timoshinina · Valeriya Belova · Rusia · 297,00 | Valeriya Liulko · Sofiya Lyskun · Ucrania · 288,96 |

### Mixto
| Evento                          | Oro                                                      | Plata                                                          | Bronce                                                |
| ------------------------------- | -------------------------------------------------------- | -------------------------------------------------------------- | ----------------------------------------------------- |
| Trampolín 3 m sincro. (13.06)   | Elena Bertocchi · Maicol Verzotto · Italia · 287,88 pts. | Viktoriya Kesar · Stanislav Oliferchyk · Ucrania · 282,96 pts. | Tina Punzel · Lou Massenberg · Alemania · 281,40 pts. |
| Plataforma 10 m sincro. (16.06) | Lois Toulson Matthew Lee Reino Unido 308,16              | Yuliya Timoshinina · Viktor Minibayev · Rusia · 300,30         | Noemi Batki · Maicol Verzotto · Italia · 299,58       |
| Equipo (12.06)                  | Laura Marino Matthieu Rosset Francia 372,40              | Viktoriya Kesar · Olexandr Horshkovozov · Ucrania · 366,55     | Nadezhda Bazhina · Viktor Minibayev · Rusia · 366,10  |

## Medallero
| Núm. | País         | Oro | Plata | Bronce | Total |
| ---- | ------------ | --- | ----- | ------ | ----- |
| 1    | Rusia        | 3   | 6     | 2      | 11    |
| 2    | Ucrania      | 3   | 4     | 3      | 10    |
| 3    | Reino Unido  | 3   | 0     | 3      | 6     |
| 4    | Francia      | 2   | 0     | 1      | 3     |
| 4    | Italia       | 2   | 0     | 1      | 3     |
| 6    | Alemania     | 0   | 2     | 2      | 4     |
| 7    | Suiza        | 0   | 1     | 0      | 1     |
| 8    | Países Bajos | 0   | 0     | 1      | 1     |
|      | TOTAL        | 13  | 13    | 13     | 39    |